# Rainha de Sabá

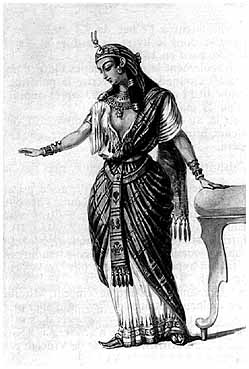
Representação de Balkis, a Rainha de Sabá, por Charles Gounod

A rainha de Sabá ou rainha do Sul (em ge'ez: ንግሥተ ሳባ, transl. Nigista Saba, em hebraico: 'מלכת שבא, transl. Malkat Shva, em árabe ملكة سبأ‎, transl. Malikat Sabaʾ), também conhecida como Bilqis e Makeda (em ge'ez ማክዳ, transl. mākidā) foi uma célebre soberana do antigo Reino de Sabá (na Torá, no Antigo e no Novo Testamento, no Alcorão, na história da Etiópia e do Iémen), reino mais poderoso da Arábia Feliz. A localização deste reino pode ter incluído os actuais territórios da Etiópia e do Iémen.
Conhecida entre os povos etíopes como Makeda, esta rainha recebeu diferentes nomes ao longo dos tempos. Para o rei Salomão de Israel ela era a "rainha de Sabá". Na tradição islâmica ela era Balkis ou Bilkis. Flávio Josefo, historiador romano de origem judaica, a chamou de "Nicauli". Acredita-se que tenha vivido no século X a.C.
Na Torá, uma tradição que narra a história das nações foi preservada em Beresh't 10 (Gênesis 10). Em Beresh't 10:7 existe uma referência a Sabá (Shva), filho de Raamá, filho de Cuxe, filho de Cam, filho de Noé. Em Beresh't 10:26-29 há uma referência a Sabá - listada ao lado de Almodá, Selefe, Hazarmavé, Jerá, Hadorão, Usal, Dicla, Obal, Abimael, Ofir, Havilá e Jobabe, como os descendentes de Joctã, filho de Éber, filho de Salá, filho de Arfaxade, descendente de Sem, um dos filhos de Noé. A questão sobre se a rainha de Sabá representaria uma ancestral dos hamitas ou dos semitas suscita debates passionais até hoje.
Em 8 de maio de 2008, a Universidade de Hamburgo anunciou oficialmente que arqueólogos alemães, depois de uma pesquisa comandada pelo professor Helmut Ziegert, descobriram os restos do palácio da Rainha de Sabá, datados do século X a.C., em Axum (Aksum), uma cidade sagrada da Etiópia, sob um antigo palácio real.

## A rainha de Sabá no judaísmo e no Antigo Testamento

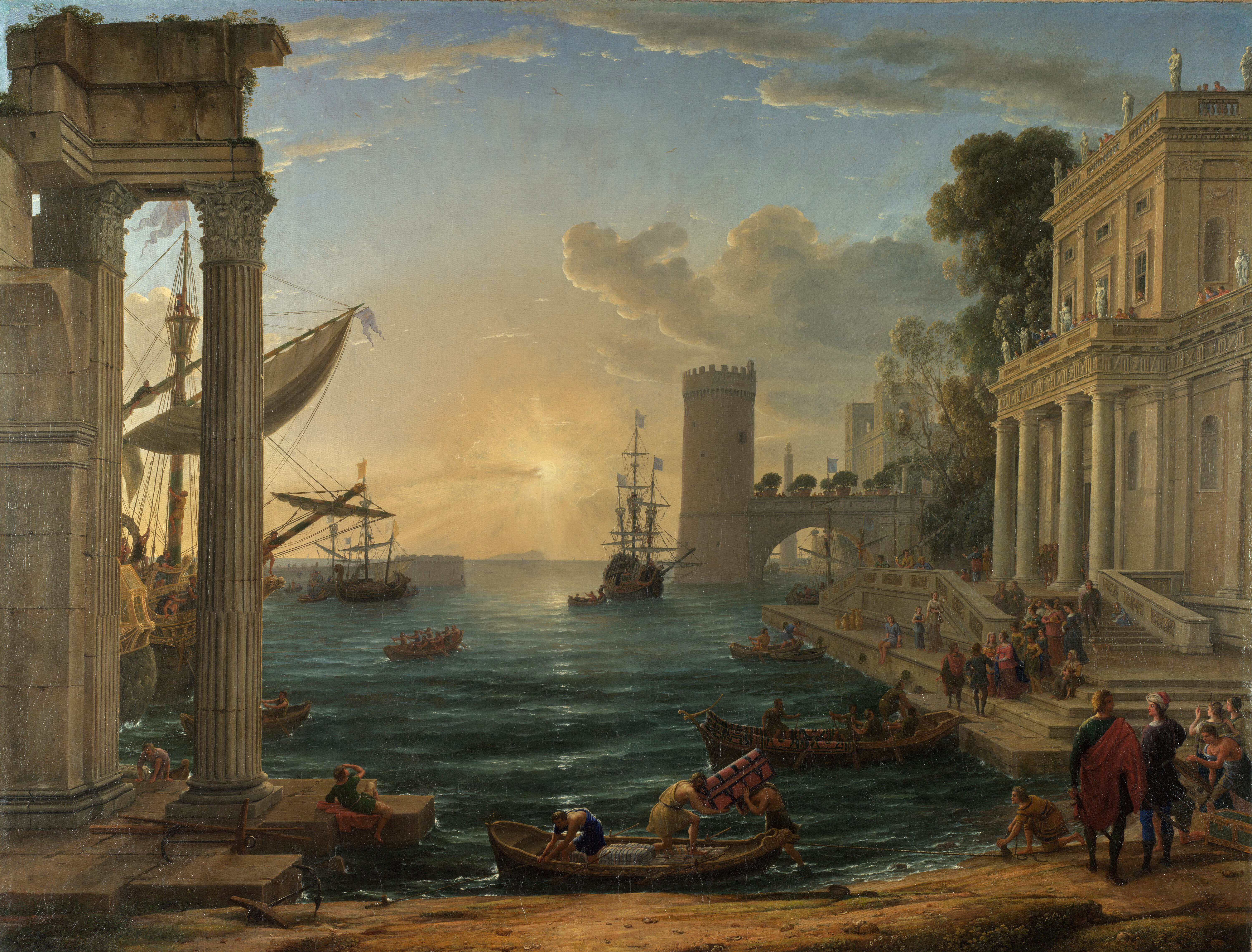
A Embarcação da Rainha de Sabá
Por Claude Lorrain, na National Gallery

De acordo com a Torá e o Antigo Testamento, a rainha da terra de Sabá (cujo nome não é mencionado) teria ouvido sobre a grande sabedoria do rei Salomão de Israel, e viajado até ele com presentes de especiarias, ouro, pedras preciosas, e belas madeiras, pretendendo testá-lo com suas perguntas, como está registado no Primeiro Livro de Reis (10:1-13) (relato copiado posteriormente no Segundo Livro de Crônicas, 9:1-12).
O relato prossegue apontando a rainha como maravilhada pela grande sabedoria e riqueza do rei Salomão. Salomão respondeu, por sua vez, com presentes e "tudo o que ela desejou", após o qual a rainha retornou ao seu país. Aparentemente, a rainha de Sabá seria muito rica, já que ela teria trazido "cento e vinte cinco talentos" de ouro ( que pode ser aproximado para, em torno de quatro toneladas e meia) consigo para presentear ao rei Salomão (I Reis, 10:10).
Nas passagens bíblicas que se referem explicitamente à rainha de Sabá não há sinal de amor ou atração sexual entre ela e o rei Salomão. Os dois são descritos apenas como dois monarcas envolvidos em assuntos de estado.
Outro texto bíblico, o Cântico dos Cânticos, contém algumas referências que, por diversas vezes, foram interpretados como se referindo ao amor entre Salomão e a rainha de Sabá. A jovem mulher do Cântico dos Cânticos, no entanto, nega continuamente as insinuações românticas de seu pretendente, que muitos estudiosos identificaram com o rei Salomão. De qualquer maneira, não há nada que identifique esta personagem deste texto com a rainha estrangeira, rica e poderosa, descrita do Livro dos Reis. A mulher do texto da canção claramente indica umas certas "filhas de Jerusalém" como suas iguais.
A tradição etíope afirma com segurança que o rei Salomão realmente seduziu e engravidou a sua convidada, e possui um relato detalhado de como ele o fez, um assunto de importância considerável para o povo etíope, já que a linhagem dos seus imperadores remontaria àquela união.

## A rainha de Sabá no islamismo

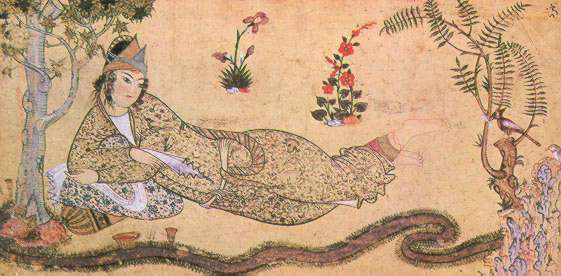
A rainha de Sabá, Bilqis, é mostrada ao deitar-se num jardim
Desenho em tinta sobre papel, 1595

O Alcorão, texto religioso central do Islão, nunca menciona a rainha de Sabá pelo seu nome, embora as fontes árabes a chamem de Balqis ou Bilqis. O relato corânico é similar àquele da Bíblia; a narrativa conta como Salomão recebeu relatos de um reino governado por uma rainha cujo povo venerava o Sol. Ele enviou uma carta, convidando-a a visitá-lo e discutir sobre a sua divindade, relatada como sendo Alá, o Senhor dos Mundos (Alamin) no texto islâmico. Ela aceitou o convite e preparou enigmas para testar a sua sabedoria e o seu conhecimento. Então, um dos ministros de Salomão (que tinha conhecimento do "Livro") propôs trazê-lo o trono de Sabá "num piscar de olhos" - teletransporte.
Diante do feito, a rainha chegou à sua corte, mostrou-lhe o seu trono, entrou no seu palácio de cristal e começou a fazer as perguntas. Impressionada pela sua sabedoria, ela louvou a sua divindade e, posteriormente, aceitou o monoteísmo abraâmico.

### Visão no islamismo atual
Alguns académicos árabes modernos têm identificado a rainha de Sabá como uma soberana de uma colónia ou entreposto comercial no noroeste da Arábia, estabelecido por reinos da Arábia Meridional.[carece de fontes?] As descobertas arqueológicas mais recentes confirmam o facto de que tais colónias realmente existiram, com achados como artefactos e inscrições no alfabeto arábico meridional, embora nada especificamente relacionado a Balkis ou Bilkis, a rainha de Sabá, tenha sido descoberto até agora.

## A rainha de Sabá na cultura etíope

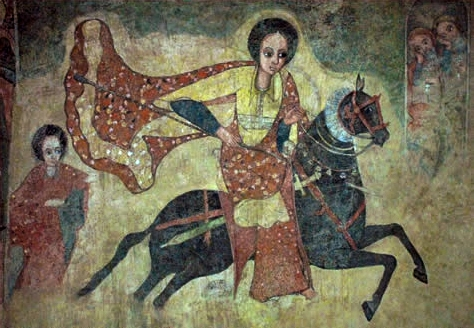
Afresco etíope da rainha de Sabá rumo a Jerusalém, cavalgando e armada com espada e lança

A família imperial da Etiópia aponta a sua origem a partir de um descendente da rainha de Sabá com o rei Salomão A rainha de Sabá (em ge'ez ንግሥተ ሣብአ, transl. nigiśta Śab'a), é chamada de "Makeda" (ge'ez: ማክዳ) no relato etíope (que pode ser traduzido literalmente como "travesseiro").
A etimologia de seu nome é incerta, existindo duas correntes principais de pensamento divergindo sobre a sua fonte etíope. Uma delas, que inclui o académico britânico Edward Ullendorff, mantém que o nome seria uma corruptela de Candace, uma rainha etíope mencionada no Novo Testamento (Actos dos Apóstolos); a outra corrente liga o nome à Macedónia, e relaciona esta história com as lendas etíopes posteriores sobre Alexandre, o Grande e o período do século IV a.C. Muitos académicos, no entanto, como o italiano Carlo Conti Rossini, não se convenceram por nenhuma destas teorias, e declararam o assunto como ainda não-resolvido.
Uma antiga compilação de lendas etíopes, o Kebra Negast ("Glória dos Reis"), foi datada como tendo sido escrito há 700 anos, e relata a história de Makeda e seus descendentes. Neste relato, o rei Salomão teria seduzido a rainha de Sabá e tido com ela um filho, Menelik I, que se tornaria o primeiro imperador da Etiópia.
A narrativa contida no Kebra Negast - que não encontra paralelo na história bíblica - é de que o rei Salomão teria convidado a rainha de Sabá para um banquete, servindo comida condimentada para induzi-la a ter sede, e convidando-a a passar a noite no seu palácio. A rainha pediu-lhe então que jurasse não a tomar à força. Ele aceitou com a condição de que ela, por sua vez, não levasse nada do seu palácio à força. A rainha assegurou que não o faria, ofendida pela insinuação de que ela, uma monarca rica e poderosa, precisaria roubar qualquer coisa. No entanto, quando ela acordou no meio da noite, sedenta, pegou uma jarra de água que havia sido colocada ao lado de sua cama. O rei Salomão então apareceu, avisando-a de que estava a quebrar a sua promessa, ainda mais pelo facto de que a água, segundo ele, seria a mais valiosa de todas as suas posses materiais. Assim, enquanto ela saciou a sua sede, libertou o rei de sua promessa, e passaram a noite juntos.
A tradição de que a rainha de Sabá bíblica teria sido uma soberana da Etiópia que visitou o rei Salomão em Jerusalém, no antigo Reino de Israel, é referendada pelo historiador romano de origem judaica Flávio Josefo, que identificou a visitante de Salomão como sendo "Rainha do Egipto e da Etiópia".
Enquanto não existem tradições conhecidas de matriarcado no Iémen durante o início do primeiro milênio a.C., as primeiras inscrições dos governantes de D'mt, no norte da Etiópia e da Eritreia, mencionam rainhas de status elevado, possivelmente até igual ao dos seus reis.
Para a monarquia etíope, a linhagem salomónica e sabaítica tem considerável importância política e cultural. A Etiópia foi convertida ao cristianismo pelos coptas do Egito, e a Igreja Copta lutou durante séculos para manter os etíopes numa condição de dependência e subserviência fortemente ressentida pelos imperadores etíopes.

## A rainha de Sabá no cristianismo
Além da sua menção no Antigo Testamento, a rainha de Sabá é mencionada, como Rainha do Sul, no Novo Testamento, quando Jesus Cristo indica que ela e os ninivitas julgarão a geração dos contemporâneos de Jesus que o rejeitaram.
Presume-se que a noiva dos Cânticos seja negra devido a uma passagem no Cântico dos Cânticos 1: 5, que a Revised Standard Version (1952) traduz como "sou muito escura, mas bonita", como Jerônimo (em latim: Nigra sum, sed formosa), enquanto a New Revised Standard Version (1989) apresenta "Eu sou negra e bonita", como a Septuaginta (grego antigo: μέλαινα εἰμί καί καλή).
As interpretações cristãs das escrituras enfatizam, tipicamente, tanto os valores históricos quanto os valores metafóricos da história. O relato da rainha de Sabá é interpretado como uma metáfora e uma analogia cristã: a visita da rainha a Salomão foi comparada ao casamento metafórico da Igreja com Cristo, onde Salomão seria o "ungido" (Cristo), ou messias, e Sabá representaria uma população de gentios que se submeteu ao messias; a castidade da rainha de Sabá foi descrita como um presságio da Virgem Maria; e os três presentes que ela teria levado a Israel [ouro, especiarias e pedras) foram vistos como análogos aos presentes dos Três Reis Magos (ouro, incenso e mirra). Esta última analogia, em particular, é enfatizada como sendo consistente com uma passagem do Livro de Isaías (60:6): "todos virão de Sabá; trarão ouro e incenso e publicarão os louvores do Senhor."

### Visão medieval
Entre as obras de arte realizadas na Idade Média que retratam a visita da rainha de Sabá estão o "Portal da Mãe de Deus", na Catedral de Amiens, do século XIII, incluída como analogia em parte de um painel maior que retrata os presentes dos Reis Magos. As catedrais de Estrasburgo, Chartres, Rochester e Cantuária, do século XII, contêm interpretações artísticas da rainha em vitrais e bas decorações das jambas.
Esculturas da Rainha de Sabá são encontradas em grandes catedrais góticas, como Chartres, Reims, Amiens e Wells. As catedrais do século XII em Estrasburgo, Chartres, Rochester e Canterbury incluem versões artísticas em vitrais e decorações no batente da porta. Da mesma forma que a arte românica, a representação em esmalte de uma mulher negra no mosteiro de Klosterneuburg. A rainha de Sabá, parada na água diante de Salomão, é retratada em uma janela na capela do King's College, em Cambridge.

### Visão renascentes

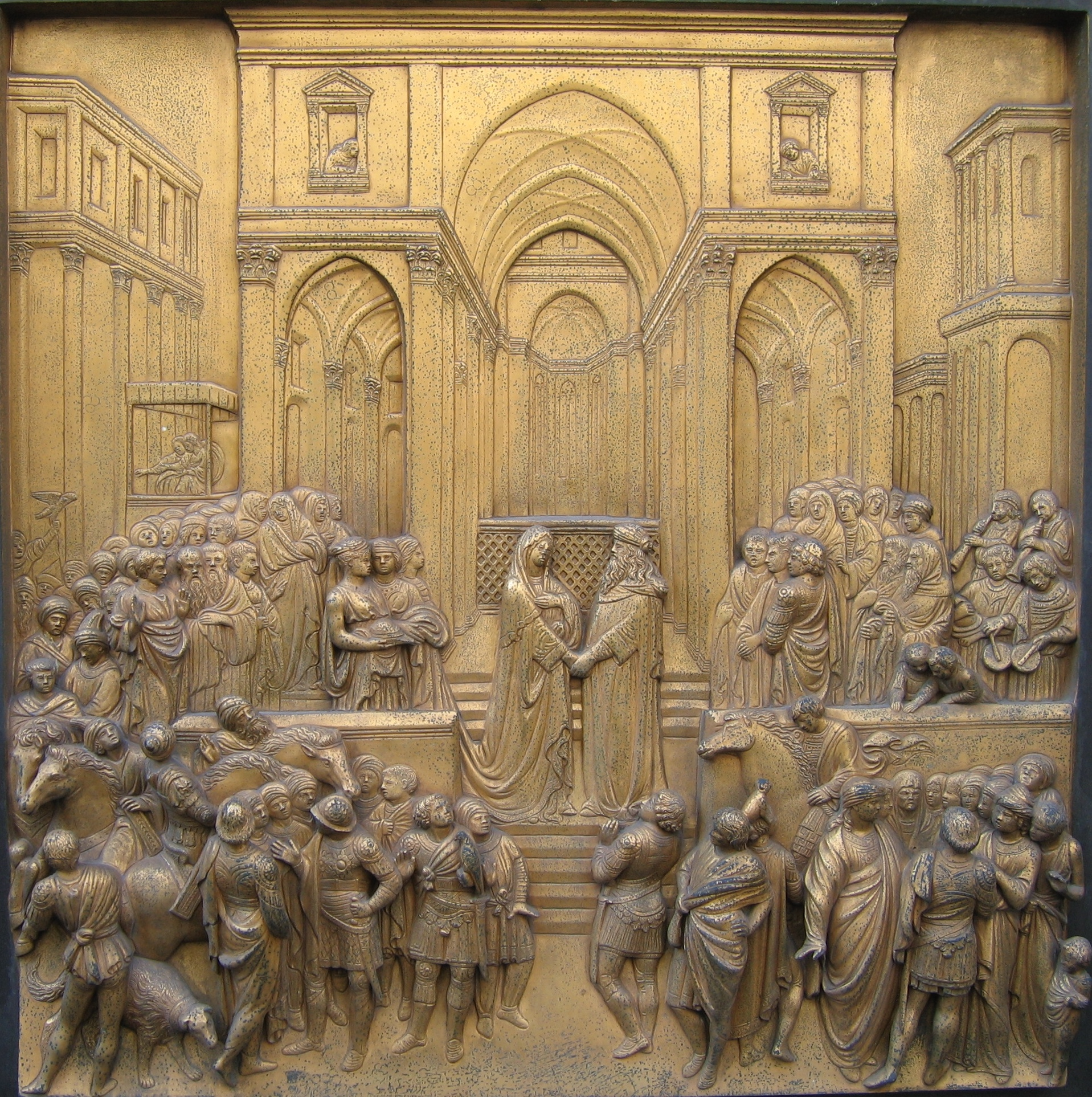
O rei Salomão encontra a rainha de Sabá na porta do Paraíso
Relevo renascentista em um dos vários painéis que compõem o portal do Batistério de São João em Florença

Giovanni Boccaccio, na sua obra Sobre as mulheres famosas (De mulieribus claris, em latim), segue o exemplo de Josefo ao chamar a rainha de Sabá de "Nicaula". Boccaccio ainda afirma que ela não só era rainha da Etiópia e do Egito, como também da Arábia, e que relatos afirmavam que ela tinha um palácio luxuoso numa "ilha muito grande" chamada Meroé, localizada em algum lugar próximo do rio Nilo, "praticamente no outro lado do mundo." De lá, Nicaula cruzou os desertos da Arábia, através da Etiópia e do Egipto, pela costa do mar Vermelho, até chegar a Jerusalém, onde se encontrou com "o grande rei Salomão".
O livro Cidade das Damas, de Cristina de Pisano também chama a rainha de Sabá de Nicaula.
Os frescos de Piero della Francesca em Arezzo (1466) sobre a Lenda da Vera Cruz contêm dois painéis sobre a visita da rainha de Sabá a Salomão. A lenda ilustrada liga as vigas do palácio do rei Salomão à madeira utilizada na crucifixão.
A sequência desta visão metafórica, do Renascimento, sobre a rainha de Sabá como uma analogia aos presentes dos Reis Magos, também está claramente evidente no Tríptico da Adoração dos Magos (1510), de Hieronymus Bosch. Bosch optou por retratar a rainha de Sabá e o rei Salomão no colar vestido por um dos magos.
O Doutor Fausto, de Christopher Marlowe, refere-se à rainha como "Sabá", quando Mefistófeles tenta persuadir Fausto da sabedoria das mulheres com quem ele supostamente será presenteado todas as manhãs.

## Descobertas arqueológicas recentes
Descobertas arqueológicas recentes feitas no Mahram Bilqis ("Templo de Bilkis"), em Ma'rib, no Iémen, apoiam a tese de que a rainha de Sabá teria governado a Arábia Meridional, com evidências de que a área seria a capital do reino de Sabá.
Uma equipa de pesquisadores financiados pela American Foundation for the Study of Man (AFSM, "Fundação Americana para o Estudo do Homem") e liderada pelo professor de arqueologia da Universidade de Calgary, Bill Glanzman, vem trabalhando para decifrar os segredos de um templo de 3000 anos de idade encontrado no deserto.

## Na cultura popular

### Música
- La reine de Saba (ópera de Charles Gounod) — de 1862.
- Die Königin von Saba — ópera de Károly Goldmark de 1875.

### Cinema
- La Reine de Saba — filme mudo de 1913.
- The Queen of Sheba — filme mudo de 1921.
- La regina di Saba — filme épico italiano de 1952.
- Salomão e a Rainha de Sabá — filme épico estadunidense de 1959.

### Televisão
- Solomon & Sheba — telefilme estadunidense de 1995.
- Reis - série de televisão brasileira